# Perun
 Ovo je glavno značenje pojma Perun. Za druga značenja pogledajte Perun (razdvojba).
Perun je u slavenskoj mitologiji bog groma i munje (gromovnik), vrhovno božanstvo u panteonu slavenskih bogova.

## Etimologija
Perunovo ime dolazi iz ie. *Perkwunos (ups. lit. Perkūnas). Izvorno je korijen *perk(w)u- značio "hrast" (usp. lat. quercus) ili pak "crnogorica", "pošumljena planina" ili "planina", ali u praslavenskom se razvio u značenje "udariti", srodno sa službom gromovnika.
U hrvatskom jeziku još vidimo ostatke u toponimima: Perun (brdo na Učki), Perunić (Poljica) i Perunsko (Poljica). Od slavenskih toponima tu su mjesta: Perun, Perunac, Perunovac, Perunika, Perunička Glava, Peruni Vrh, Perunja Ves, Peruna Dubrava, Perunuša, Perušice, Perudina i Perutovac; danas uglavnom imena planinskih vrhova. U srednjem vijeku veliki hrastovi, sveti gajevi te čak cijela sela i utvrde nazivali su se Perunovim imenom.
U većini slavenskih jezika riječ za grom jest odraz prasl. gromъ. Poljaci uz taj termin rabe i piorun, srodan s Perunovim imenom. U kašupskom su, kao i u poljskom, očuvane neke sintagme te naziv za grom. U slovačkom je termin parom te sintagma do paroma = "neka te Perun pogodi" ili "Peruna mi". U tradiciji južnoslavenskih prostora bila je i narodna uzrečica: Cvjetokitna lipo, tebe u svoj srdi, niti Perun žarkom strijelom ne nagrdi!, koja povezuje i lipu te šumski kult, a i Peruna.
Ostatak je i u riječi za četvrtak. U hannoverskoj regiji Wendland, zapadno od Labe u Njemačkoj, u dijalektu se obodritskih Slavena četvrtak naziva Perundan. Na njemačkom je Donnerstag "Gromovnikov dan" zamijenjeno germansko božanstvo svojim. Na engleskom je Thursday od nordijskog Thora, a na latinskom dies Iovis (Jupiter, G Iovis) što je na francuskom dalo jeudi, na talijanskom giovedi, na katalonskom dijous, na rumunjskom joi itd.
Osim toga, ostatak je i u fitonimu perunika (iris), katkad zvanoj i bogiša ("božja biljka"), za koju se vjerovalo da raste na mjestu gdje Perun udari munjom (usp. u grčkoj mitologiji Iridu).

## Karakteristike
Perun je opisan kao grub čovjek s bakrenom bradom. Vozi se u kočiji upregnutom jarcem[nedostaje izvor] te nosi moćnu sjekiru, a katkad i čekić (usp. u nordijskoj mitologiji Thorov čekić/malj). Sjekiru baca na zle ljude i duhove koja se uvijek vraća u njegovu ruku poput aboridžinskog bumeranga.
Kao i Perkūnas u baltičkoj mitologiji, Perun je imao višestruke osobnosti. U jednoj se litavskoj pjesmi spominje da postoji devet Perkūnasovih inačica. Usporedbom baltičke mitologije i izvora iz slavenskog folklora doznaje se da je Perun bio oženjen s boginjom Mokoš koja, u dijelu svoje egzistencije koji provodi s Perunom (a ne s bogom podzemlja Velesom), personificira Sunce. No, dijelio je svoju ženu sa svojim neprijateljem Velesom – svake noći kad se smatralo da Sunce utone iza obzora u podzemlje, gdje je vladao Veles.
Prema Georgesu Dumézilu, Perun je bog druge razine, fizičke i vojne moći, bog rata opremljen nekolicinom fantastičnih oružja. Vjerovalo se da su Perunove munje kamenje i kamene strijele. Prema pučkim vjerovanjima, ostaci prapovijesnih kamenih oružja i alata zapravo su Perunovo kamenje, njegove munje i strijele, a često se nazivaju i Perunovim prstima. Ovo bi se munjevito kamenje vraćalo na nebo vjetrom, pošto su bili ispod tla sedam godina. Perunovo je oružje štitilo od nesreće, zle magije, bolesti i od gromova.
Perun je imao još jedno oružje, učinkovito poput ostalog, ali neobično: mitske zlatne jabuke (usp. u grčkoj mitologiji Eridinu zlatnu jabuku razdora ili Hipolitove jabuke Atalanti). U mnogim je slavenskim folklornim izvorima zlatna jabuka bila talisman potpunog uništenja.

## Mitologija
U slavenskoj, kao i u nordijskoj mitologiji svijet je prikazivan kao sveto stablo, obično hrast, čije grane i kora predstavljaju živi svijet nebesa i smrtnika, nebo i zemlju, a njegovo korijenje podzemlje, svijet mrtvih. Bilo je to drvo života. Perun je bio vladar svijeta živih, neba i zemlje, a često simboliziran orlom (usp. u grčkoj mitologiji Zeusov orao) koji je sjedio na najvišoj grani i promatrao cijeli svijet.
U korijenju stabla živio je njegov neprijatelj Veles, vodeni bog podzemlja, simboliziran zmijom ili zmajem, koji je stalno izazivao Peruna kradući mu stoku, djecu (sina Jarila) ili ženu. Perun je progonio Velesa po zemlji, napadao ga svojim munjama s neba, a Veles je bježao pretvarajući se u razne životinje (usp. u grčkoj mitologiji Proteja, također vodeno transformativno božanstvo; v. Veles za više povezanosti) ili skrivajući se iza drveća, kuća ili ljudi. Kad bi god udario grom, vjerovalo se da se Veles skrio od Peruna baš na tom mjestu.
Na posljetku je Perun uspio ubiti Velesa – otjerao ga je u njegovo vodeno podzemlje. Vrhovni je bog potom ponovo uspostavio red u svijetu koji je prije ometao njegov kaotični neprijatelj. Potom se vratio na vrh svjetskog stabla i obznanio Velesu da mu je ondje mjesto te da ondje ostane (drevna bjeloruska bajka: Ңy, таm твое место, таm сабе бyдь!). U toj ritualnoj smrti, što god da je Veles ukrao, padalo bi iz njegova tijela u obličju kiše s nebesa. Tako se objašnjavala promjena godišnjih doba. Suhi su periodi objašnjavani Velesovim krađama, a munje i gromovi smatrani su božanskim borbama. Kiša koja bi potom uslijedila smatrana je Perunovim trijumfom.
Mit je bio cikličan i ponavljao se svake godine – Velesova smrt nikad nije bila stalna. Ponovo bi se preporodio kao zmija koja razdire svoju staru kožu i iznova se rađa u novom tijelu. Premda u mitu ima ulogu zlikovca, Slaveni ga nisu smatrali zlim. U mnogim je ruskim bajkama Veles preuzeo obličje svetog Nikole, koji je spasio jadnog zemljoradnika i njegovu stoku od bijesnog i destruktivnog Ilije Gromovnika, koji predstavlja boga Peruna. Njihova borba ne predstavlja dualističku borbu dobra i zla, ona je vjerojatno bila opreka prirodnih elemenata vode i zemlje – Velesa te neba i vatre – Peruna.
Slaveni su mitološki simbolizam nadmoćnog nebeskog boga, koji je pobijedio svog podzemnog neprijatelja olujama i munjama, često preslikavali u kršćanskog Boga te u kozmičku borbu Boga i Sotone.

## Kult

### Poganska vjerovanja
Perun je prema većini slavenskih vjerovanja bio vrhovni bog, barem na kraju slavenskog paganizma. Najstariji vrhovnik vjerojatno je bio Rod, a nejasno je kako je Perun preuzeo njegovo mjesto. Drugi kandidat za vrhovnika među nekim Slavenima bio je Svarog, Perunov otac.
Kao i s mnogim indoeuropskim bogovima gromovnicima, s Perunom se povezivalo stablo hrast. U južnoslavenskim tradicijama označeni hrastovi stajali su na granicama zemalja. Perunova svetišta gradila su se na vrhovima planina i brda ili u posvećenim gajevima ispod drevnih hrastova. To su bila mjesta za štovanje i žrtvovanje bikova, volova, ovnova i jaja. Čini se da su prinošene i ljudske žrtve – prema Nestorovoj kronici, ratni su zarobljenici žrtvovani, jedan po godini, za vrijeme devet dana ljetnih svetkovina.
Ostaci drevnog svetišta posvećenog Perunu otkriveni su ispod srednjovjekovnog samostana Peryn u Novgorodu. Sastojao se od široke kružne platforme u čijoj je sredini kip okružen prokopom s osam apsida koje su sadržavale žrtvene oltare te, vjerojatno, dodatne kipove. Cjelokupni izgled odaje simboliku broja devet. Katkad se to interpretira da je Perun zapravo imao devet sinova (ili osam, a on je deveti Perun). U nekim se slavenskim narodnim pjesmama spominje devetero neimenovane braće.

### Dolazak kršćanstva
Dolaskom kršćanstva crkvenjaci nisu znali kako potisnuti nadmoćna stara vjerovanja Slavena. Istočna ortodoksna Crkva uspjela je prenijeti Perunove karakteristike na novog kršćanskog sveca – svetog Iliju, koji je postao gromovnik (Ilija Gromovnik), na osnovi starozavjetnog proroka Ilije koji je vozio vatrenu kočiju nebom, a to se činilo dobrom zamjenom za starog boga gromovnika i njegove vatrene munje. Na zapadu je Rimska katolička Crkva ponudila svetog Mihaela arkanđela koji je, kao zapovjednik nebeske vojske i progonitelj zla, mogao dobro zamijeniti Perunovu ulogu. Moguće je da je u nekim mjestima Perun zamijenjen svetim Vidom, no već je vjerojatno u davnija vremena Perunov kult bio izazvan rastućim Svetovidovim kultom. Na nekim folklornim razinama neke su Perunove karakteristike prenesene i na kršćanskog Boga.
Osim na svetog Iliju, Perunova su obilježja prenesena i na svetog Jurja koji od negdašnje legende sveca mučenika postaje svetac vitez, a ujedno i zmajoubojica (povezanost zmaja i zmijskog Velesa). Shodno tomu, u brojnim se krajevima i do današnjih dana održao kult Zelenog Jurja. Jurju se pjevalo u sušnim vremenima da donese kišu (usp. kišu kao rezultat borbe Peruna i Velesa), a bio je zaštitnik plodnosti općenito.

### Zadržani običaji
U izvoru iz 15. stoljeća – Slovo Grigoriya – piše da su se u udaljenim krajevima pogani još uvijek molili Perunu. U kasnom 18. stoljeću u Rusiji je zabranjeno pjevanje kršćanskih molitvi ispred hrasta. U blizini Novgoroda još je u početku 20. stoljeća vladao običaj da su mnogi putnici i lađari bacali novčić u rijeku Volhov, na mjestu gdje su poslije iskopani ostaci Perunova svetišta.
Još početkom 20. stoljeća neki su seljani u Bugarskoj i Makedoniji održavali svečanosti da bi prizvali kišu, a središte je obreda bila mlada djevojka Perperuna, kojoj se ime može povezati s Perunom, čije se pak može povezati s indijskim bogom sličnih svojstava – Parjanjyom, gdje je 1950-ih iskopano Perunovo svetište.

## Folklor
U brojnim su narodnim pjesmama očuvani perunski motivi.
U slavonskoj pjesmi iz Otoka očituje se povezanost Perunovih atributa sa svetim Jurjem zmajoubojicom, a ujedno i motiv drveta života te jabuka:

Oj jabuko zeleniko, što si tako blidolika?

Ne čud mi se što sam tako blidolika!

Zmaj se leže u korinu, sivi soko u vršiki.

Zmaj sokolu popričuje:

Ne vij gnjizdo više mene, gnjizdo ću ti oboriti,

a mladiće pomoriti, tebe starca zatirati

u planinu med vlajine, gdi vlajine svilu predu...

Jedna narodna pjesma govori o povratku Jarila, Perunova sina. Prisutan je motiv blatnih cipela kao Velesove vlage te zlatnih resica kao Perunove vatre, a prvi se može povezati s Velesovim koledarima koji blatni dolaze izdaleka:

Iza mora crvenoga, iza gore zelene,

ravno u to polje, cipele mu blatne, a resice zlatne

Hrvatska srednjovjekovna pjesma iz Pariške pjesmarice iz 1350. govori o svetom Jurju kako ubija zmaja koji izlazi iz vode (usp. Veles kao vodena zmija):

V tom časě drakun iz jezera se isklonjaše.

Sveti Juraj ga zagledaše.

Znamenijem svetago križa on se znamenaše,

šćita i sulice rukama potresnjaše,

tr drakuna v grlo probodjaše.

Što se Perunovih zlatnih jabuka uništenja tiče, crnogorska pjesma Sunčeva sestra i paša tiranin u narodnom epskom desetercu govori o tome kako mlada djevojka izvadi tri jabuke te ih baci u nebo, potom se ljudi sjure da ih uhvate, no onda ih s neba ubiju tri munje na mjestu. Izvornik na crnogorskom:

Pa se mlada od zemlje podigla,

I bačila u džepove ruke,

Te izvadi tri jabuke zlatne,

I bači ih nebu u visine.

Natače na svatah šest stotinah,

Ko će prije ugrabit' jabuke;

No tri munje od neba pukoše:

Jedna gađa dva đevera mlada,

Druga gađa pašu na dorina,

Treća gađa svatah šest stotinah;

ne uteče oka za svjedoka,

Ni da kaže, kako pogibeše!

## Povijesni izvori
Od svih povijesnih izvora koji opisuju slavenske bogove, najbrojniji su oni o Perunu. U 6. stoljeću spomenut je u Prokopijevu djelu De Bello Gothico. Prikazan je kao gromovnik i jedini bog kojemu se žrtvuju volovi i ostale žrtvene životinje, ali nije imenovan. Prvi sigurni izvor jest Povijest minulih godina gdje je prikazan kao bog rata i plemstva, koji kažnjava smrću prekršitelje zakletvi.
Godine 980. kraljević Vladimir Veliki u Kijevu je podigao kipove šest ili sedam poganskih bogova ispred svoje palače, a glavni je bio Perun, prikazan sa srebrnom glavom i zlatnim brkovima. Vladimirov ujak Dobrinja uspostavio je Perunovo svetište u Novgorodu koje je nakon kristijanizacije postalo samostanom, ali je zadržalo Perunovo ime.
Perun se izravno ne spominje ni u jednom izvoru o zapadnoslavenskom poganskom vjerovanju, ali se u Helmodovom djelu Chronica Slavorum iz 12. stoljeća spominje da slavenska plemena, premda su štovala razne bogove, priznaju vrhovnog boga na nebu koji vlada zemljom, no nije imenovan, a nisu navedeni ni njegovi gromovnički atributi.

## Vanjske poveznice
- Pisan svetago Jurja